# Groeve Essenbosch IV

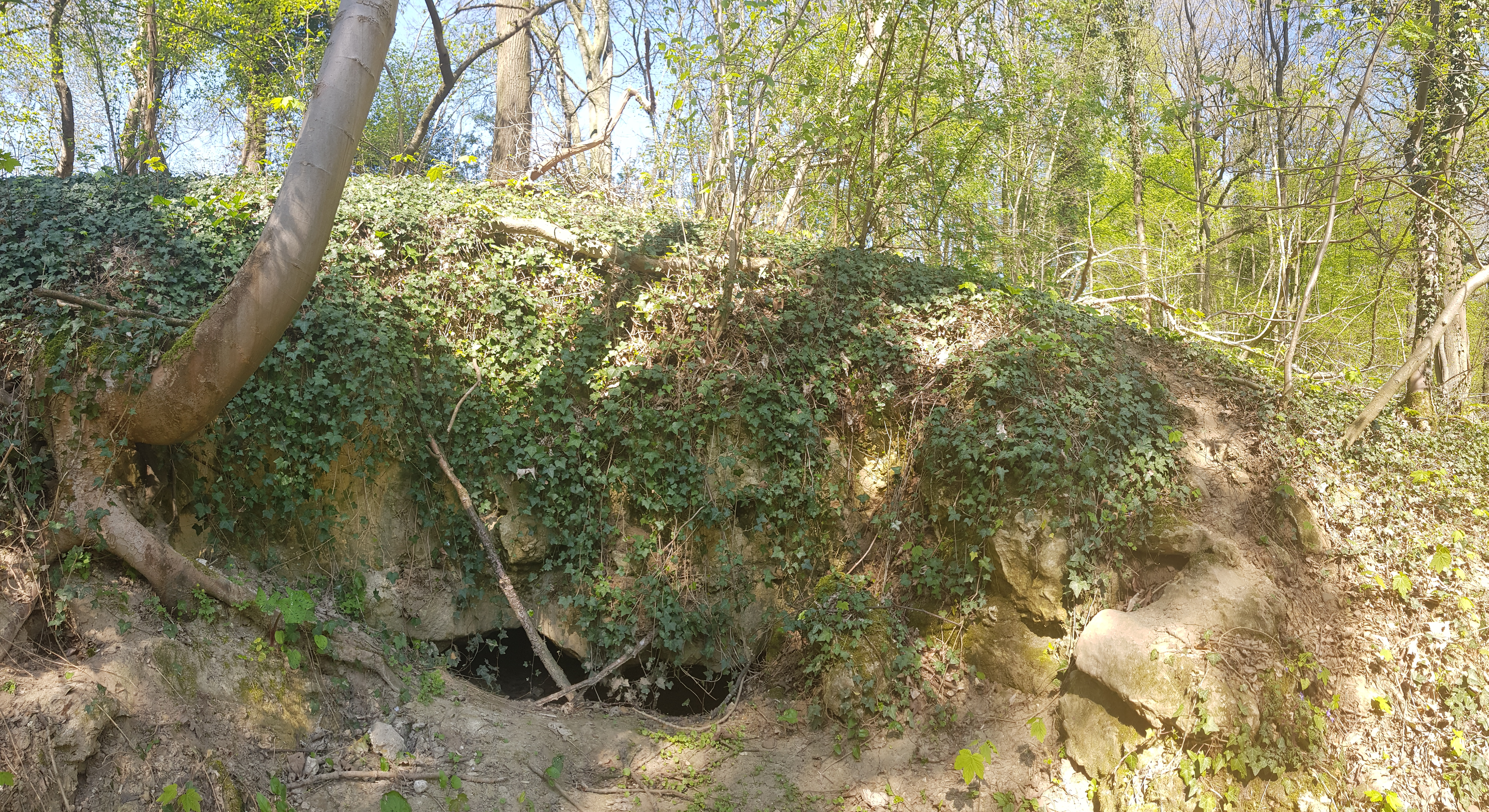
de ingang van Groeve Essenbosch IV

De Groeve Essenbosch IV of Groeve van de Hondenmummie is een Limburgse mergelgroeve in de Nederlandse gemeente Valkenburg aan de Geul in Zuid-Limburg. De ondergrondse groeve ligt ten zuidoosten van Valkenburg en ten zuidwesten van Oud-Valkenburg in het westelijk deel van het hellingbos Sint-Jansbosch op de noordoostelijke rand van het Plateau van Margraten in de overgang naar het Geuldal.
Op respectievelijk ongeveer 50, 100 en 155 meter naar het zuiden liggen de Groeve Essenbosch III, Groeve Essenbosch II en Groeve Essenbosch I, op ongeveer 180 meter naar oosten ligt de Groeve van de Scheve Spar II, op ongeveer 160 meter naar het zuidoosten ligt de Groeve van de Scheve Spar I en op ongeveer 275-300 meter naar het noorden liggen de Sint-Jansboschgroeve I, II, III, IV en V.

## Geschiedenis
Van de 17e tot de 19e eeuw werd de groeve door blokbrekers ontgonnen voor de winning van kalksteen.

## Groeve
De groeve heeft een oppervlakte van ongeveer 111 vierkante meter en een ganglengte van ongeveer 25,5 meter. De groeve is grotendeels ingestort als gevolg van aardpijpen.

## Geologie
De groeve is uitgehouwen in de Kalksteen van Schiepersberg, vlak onder en/of over de Horizont van Romontbos.